# الدوح الكبير
الدوح الكبير قرية سعودية، في محافظة الجموم بمنطقة مكة المكرمة، غرب المملكة العربية السعودية.

## الموقع
تقع قريه الدوح الكبير في وادي مر الظهران (وادي فاطمة) في محافظة الجموم بمنطقة مكة المكرمة، وتبعد عن مكة المكرمة حوالي 50 كيلو مترا.